# Ronan
Ronan is een plaats (city) in de Amerikaanse staat Montana, en valt bestuurlijk gezien onder Lake County.

## Demografie
Bij de volkstelling in 2000 werd het aantal inwoners vastgesteld op 1812.
In 2006 is het aantal inwoners door het United States Census Bureau geschat op 2008, een stijging van 196 (10,8%).

## Geografie
Volgens het United States Census Bureau beslaat de plaats een oppervlakte van
2,8 km², geheel bestaande uit land. Ronan ligt op ongeveer 929 m boven zeeniveau.

## Plaatsen in de nabije omgeving
De onderstaande figuur toont nabijgelegen plaatsen in een straal van 20 km rond Ronan.